# Diana Ospina
Diana Carolina Ospina García (Medellín, 3 de março de 1989) é uma futebolista profissional colombiana que atua como meia.

## Carreira
Diana Ospina fez parte do elenco da Seleção Colombiana de Futebol Feminino, nas Olimpíadas de 2016.